# Liljeholmens municipalsamhälle

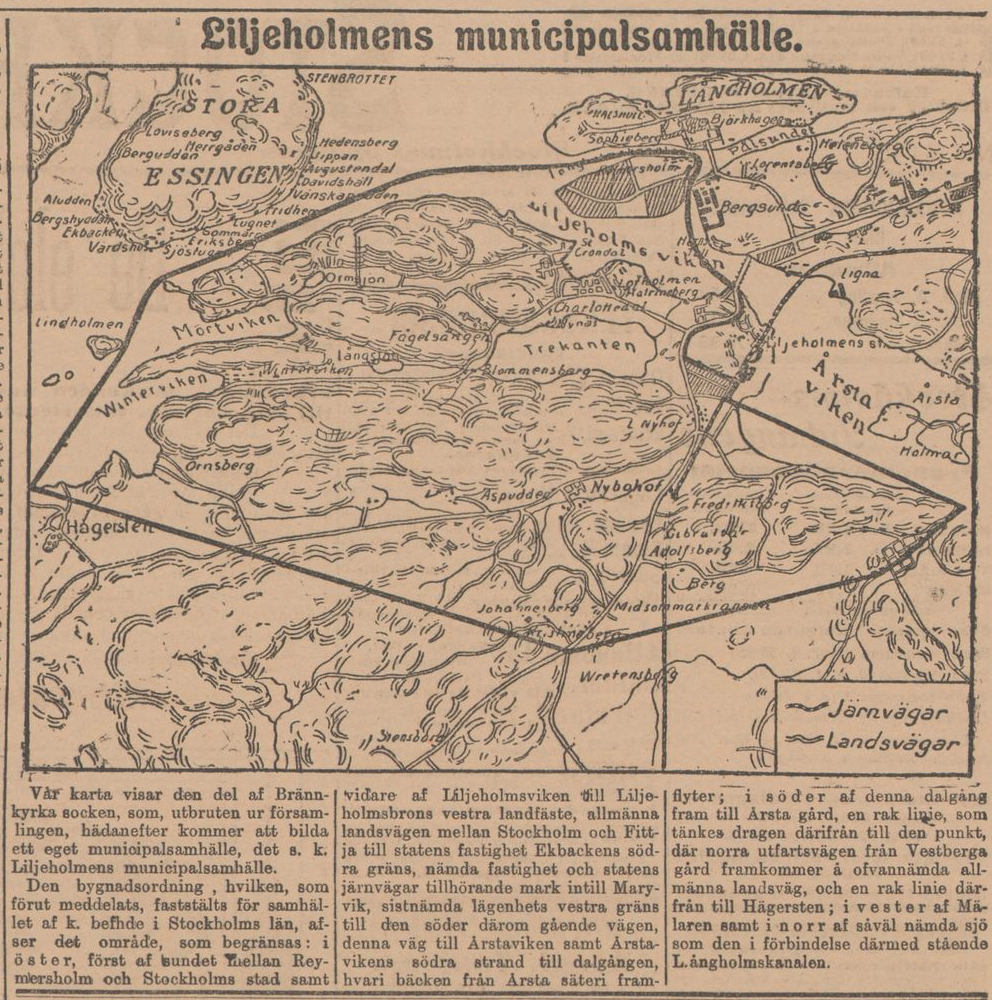
Karta och beskrivning över Liljeholmens Municipalsamhälle i Stockholms-Tidningen 1899-11-07.

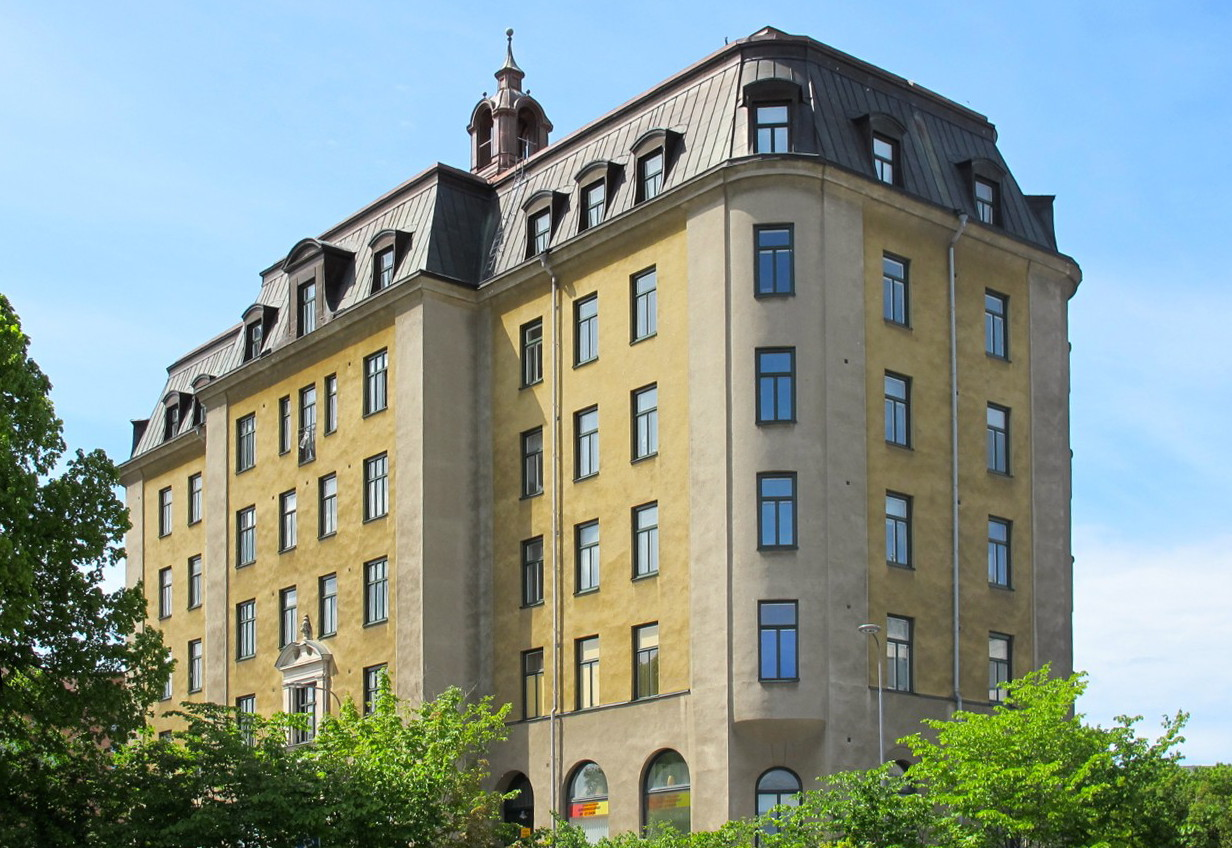
Liljeholmsvägen 8, ursprungligen Brännkyrkas kommunalhus.

Liljeholmens municipalsamhälle var ett municipalsamhälle inom dåvarande Brännkyrka landskommun. Det var det ena av två municipalsamhällen inom kommunen tillsammans med Örby municipalsamhälle.
Municipalsamhället bildades 1884, och upplöstes 1 januari 1913 när Brännkyrka införlivades med Stockholms stad. Vid upplösningen uppgick antalet invånare till 10 244. Området omfattade Liljeholmen, Gröndal, Reimersholme, Aspudden, större delen av Midsommarkransen samt mindre delar av Årsta och Hägersten.
Brännkyrkas kommunalhus – Liljeholmens municipalhus – låg på nuvarande Liljeholmsvägen 8 (dåvarande Södertäljevägen) och finns fortfarande kvar. Huset uppfördes 1904-1906 av arkitekterna Dorph & Höög.